# Adolf al VII-lea de Berg
Adolf al VII-lea (n. cca. 1220 – d. 22 aprilie 1259) a fost conte de Berg.
Adolf a fost fiul cel mare al ducelui Henric al IV-lea de Limburg cu Irmgarda de Berg.
În 1247, Adolf a succedat tatălui său în poziția de conte de Berg (dobândit de Henric prin căsătoria cu Irmgarda), în vreme ce fratele său, Waleran a moștenit ducatul de Limburg. Adolf s-a aflat alături de cumnatul său, Conrad de Hochstaden, devenit pe atunci arhiepiscop de Köln, în tabăra anti-Hohenstaufen, cei doi acordând sprijin contelui Willem al II-lea de Olanda în pretenția acestuia asupra Germaniei, Adolf primind ca recompensă semnificative fiefuri imperiale, printre care Kaiserswerth, Remagen, Rath, Mettmann și districtul Duisberg.
În 1234, Adolf a participat la cruciada desfășurată asupra Stedingen (în regiunea Bremen). În 1255, el a pus piatra de temelie a catedralei gotice de la Altena, alături de fratele său Waleran de Limburg. El a murit în 22 aprilie 1259 ca urmare a rănilor primite în cadrul unui turnir desfășurat la Neuss.

## Familie și copii
Adolf a fost căsătorit cu Margareta de Hochstaden, fiică a contelui Lothar I de Hochstaden. Margareta a murit la 30 ianuarie 1314, la o vârstă de peste 100 de ani. Adolf și Margareta au avut următorii copii:
1. Adolf (n. cca. 1240–d. 1296), succesor în comitatul de Berg
2. Wilhelm (n. cca. 1242–d. 1308), devenit conte de Berg
3. Henric (n. înainte de 1247–d. 1290 sau 1296), devenit senior de Windeck
4. Engelbert, devenit preot al Sfântului Cunibert din Köln
5. Waleram, devenit preot al Sfointei Maria din Köln
6. Conrad (d. 25 mai 1313), devenit preot la catedrala din Köln și episcop de Münster (1306–1310)
7. Irmgarda (n. cca. 1256–d. 1294), căsătorită cu contele Eberhard al II-lea de Mark